# Filip Šovagović
Filip Šovagović, né le 13 septembre 1966 à Zagreb (Croatie), est un acteur croate.

## Filmographie sélective
- 1988 : Zivot sa stricem
- 2001 : No Man's Land
- 2004 : Naša mala klinika
- 2009 : Passeur d'espoir
- 2011 : Visoka modna napetost